# ペルム紀
| 累代        | 代     | 紀           | 紀                   | 世               | 期                   | 基底年代 Mya |
| ----------- | ------ | ------------ | -------------------- | ---------------- | -------------------- | ------------ |
| 顕生代      | 新生代 | 新生代       | 新生代               |                  |                      | 66           |
| 顕生代      | 中生代 | 中生代       | 中生代               |                  |                      | 251.902      |
| 顕生代      | 古生代 | ペルム紀     | ペルム紀             | ローピンジアン   | チャンシンジアン     | 254.14       |
| 顕生代      | 古生代 | ペルム紀     | ペルム紀             | ローピンジアン   | ウーチャーピンジアン | 259.1        |
| 顕生代      | 古生代 | ペルム紀     | ペルム紀             | グアダルピアン   | キャピタニアン       | 265.1        |
| 顕生代      | 古生代 | ペルム紀     | ペルム紀             | グアダルピアン   | ウォーディアン       | 268.8        |
| 顕生代      | 古生代 | ペルム紀     | ペルム紀             | グアダルピアン   | ローディアン         | 272.95       |
| 顕生代      | 古生代 | ペルム紀     | ペルム紀             | シスウラリアン   | クングーリアン       | 283.5        |
| 顕生代      | 古生代 | ペルム紀     | ペルム紀             | シスウラリアン   | アーティンスキアン   | 290.1        |
| 顕生代      | 古生代 | ペルム紀     | ペルム紀             | シスウラリアン   | サクマーリアン       | 293.52       |
| 顕生代      | 古生代 | ペルム紀     | ペルム紀             | シスウラリアン   | アッセリアン         | 298.9        |
| 顕生代      | 古生代 | 石炭紀       | ペンシルバニアン亜紀 | 後期             | グゼリアン           | 303.7        |
| 顕生代      | 古生代 | 石炭紀       | ペンシルバニアン亜紀 | 後期             | カシモビアン         | 307          |
| 顕生代      | 古生代 | 石炭紀       | ペンシルバニアン亜紀 | 中期             | モスコビアン         | 315.2        |
| 顕生代      | 古生代 | 石炭紀       | ペンシルバニアン亜紀 | 前期             | バシキーリアン       | 323.2        |
| 顕生代      | 古生代 | 石炭紀       | ミシシッピアン亜紀   | 後期             | サープコビアン       | 330.9        |
| 顕生代      | 古生代 | 石炭紀       | ミシシッピアン亜紀   | 中期             | ビゼーアン           | 346.7        |
| 顕生代      | 古生代 | 石炭紀       | ミシシッピアン亜紀   | 前期             | トルネーシアン       | 358.9        |
| 顕生代      | 古生代 | デボン紀     | デボン紀             | 後期             | ファメニアン         | 372.2        |
| 顕生代      | 古生代 | デボン紀     | デボン紀             | 後期             | フラニアン           | 382.7        |
| 顕生代      | 古生代 | デボン紀     | デボン紀             | 中期             | ジベティアン         | 387.7        |
| 顕生代      | 古生代 | デボン紀     | デボン紀             | 中期             | アイフェリアン       | 393.3        |
| 顕生代      | 古生代 | デボン紀     | デボン紀             | 前期             | エムシアン           | 407.6        |
| 顕生代      | 古生代 | デボン紀     | デボン紀             | 前期             | プラギアン           | 410.8        |
| 顕生代      | 古生代 | デボン紀     | デボン紀             | 前期             | ロッコヴィアン       | 419.2        |
| 顕生代      | 古生代 | シルル紀     | シルル紀             | プリドリ         |                      | 423          |
| 顕生代      | 古生代 | シルル紀     | シルル紀             | ラドロー         | ルドフォーディアン   | 425.6        |
| 顕生代      | 古生代 | シルル紀     | シルル紀             | ラドロー         | ゴースティアン       | 427.4        |
| 顕生代      | 古生代 | シルル紀     | シルル紀             | ウェンロック     | ホメリアン           | 430.5        |
| 顕生代      | 古生代 | シルル紀     | シルル紀             | ウェンロック     | シェイウッディアン   | 433.4        |
| 顕生代      | 古生代 | シルル紀     | シルル紀             | ランドベリ       | テリチアン           | 438.5        |
| 顕生代      | 古生代 | シルル紀     | シルル紀             | ランドベリ       | アエロニアン         | 440.8        |
| 顕生代      | 古生代 | シルル紀     | シルル紀             | ランドベリ       | ラッダニアン         | 443.8        |
| 顕生代      | 古生代 | オルドビス紀 | オルドビス紀         | 後期             | ヒルナンシアン       | 445.2        |
| 顕生代      | 古生代 | オルドビス紀 | オルドビス紀         | 後期             | カティアン           | 453          |
| 顕生代      | 古生代 | オルドビス紀 | オルドビス紀         | 後期             | サンドビアン         | 458.4        |
| 顕生代      | 古生代 | オルドビス紀 | オルドビス紀         | 中期             | ダーリウィリアン     | 467.3        |
| 顕生代      | 古生代 | オルドビス紀 | オルドビス紀         | 中期             | ダーピンジアン       | 470          |
| 顕生代      | 古生代 | オルドビス紀 | オルドビス紀         | 前期             | フロイアン           | 477.7        |
| 顕生代      | 古生代 | オルドビス紀 | オルドビス紀         | 前期             | トレマドキアン       | 485.4        |
| 顕生代      | 古生代 | カンブリア紀 | カンブリア紀         | フロンギアン     | ステージ10           | 489.5        |
| 顕生代      | 古生代 | カンブリア紀 | カンブリア紀         | フロンギアン     | ジャンシャニアン     | 494          |
| 顕生代      | 古生代 | カンブリア紀 | カンブリア紀         | フロンギアン     | ペイビアン           | 497          |
| 顕生代      | 古生代 | カンブリア紀 | カンブリア紀         | ミャオリンギアン | ガズハンジアン       | 500.5        |
| 顕生代      | 古生代 | カンブリア紀 | カンブリア紀         | ミャオリンギアン | ドラミアン           | 504.5        |
| 顕生代      | 古生代 | カンブリア紀 | カンブリア紀         | ミャオリンギアン | ウリューアン         | 509          |
| 顕生代      | 古生代 | カンブリア紀 | カンブリア紀         | シリーズ2        | ステージ4            | 514          |
| 顕生代      | 古生代 | カンブリア紀 | カンブリア紀         | シリーズ2        | ステージ3            | 521          |
| 顕生代      | 古生代 | カンブリア紀 | カンブリア紀         | テレニュービアン | ステージ2            | 529          |
| 顕生代      | 古生代 | カンブリア紀 | カンブリア紀         | テレニュービアン | フォーチュニアン     | 541          |
| 原生代      | 原生代 | 原生代       | 原生代               |                  |                      | 2500         |
| 太古代      | 太古代 | 太古代       | 太古代               |                  |                      | 4000         |
| 冥王代      | 冥王代 | 冥王代       | 冥王代               |                  |                      | 4600         |
| 1. 2. 3. 4. |        |              |                      |                  |                      |              |

ペルム紀（ペルムき、英：Permian period）は、約2億9900万年前から約2億5190万年前まで（開始・終了時期にそれぞれ数百万年の誤差あり）にあたる古生代最後の地質時代の一つ。後期（ローピンジアン）、中期（グアダルピアン）、前期（シスウラリアン）の3つの世（開始・終了時期にそれぞれ数百万から数十万年程の誤差あり）に区分される。
名称は、ロシアの都市ペルミに由来する。
かつてはドイツの上下二分される地層名に由来した二畳紀（にじょうき）と呼ばれることが多かった。

## 生物
ペルム紀には、様々な植物、巨大な両生類や爬虫類が生息していた。その中には、恐竜や鳥類、現生爬虫類の祖先となる双弓類もいた。哺乳類の祖先に当たる単弓類（哺乳類型爬虫類）も繁栄し、陸上には豊かな生態系が築かれていた。昆虫では完全変態の種族が進化したのも、この頃であった。ペルム紀の浅い海の堆積物からは、豊富な軟体動物、棘皮動物、腕足動物の化石が産出する。三葉虫なども繁栄していた。
植物では、シダ植物に加え、イチョウ類やソテツ類といった裸子植物も繁栄を始めた。
既に節足動物と植物との間には密接な関係が構築されていた。
また、特異な例であるが、この時代の微生物の培養が報告されている。約2億5000万年前に形成された岩塩層から、結晶内部に封じ込められていた古細菌と真正細菌の培養に成功し、古細菌の方はハロバクテリウム科の新属新種 Halosimplex carlsbadense として記載された。

## 大陸配置
ペルム紀の初期には、赤道付近に存在していたユーラメリカ大陸と、南半球から北上してきたゴンドワナ大陸が衝突し、パンゲア大陸と呼ばれる超大陸が形成されていた。北半球にはシベリア大陸が存在していたが、やがてシベリア大陸もパンゲア大陸と衝突し、ウラル山脈が形成され、ほぼ全ての陸地が1つの超大陸としてまとまることとなった。パンゲア大陸は赤道を挟み三日月状（Ｃの字）の形をとった。大陸の周囲はパンサラッサと呼ばれる大洋が囲んでおり、大陸の東側（三日月形の内側）には古テチス海と呼ばれる海が広がり、シベリア大陸からゴンドワナ大陸に、小大陸や島が点々と連なっていた。

## 気候
ペルム紀の初期には、ゴンドワナ大陸が南極地域にあり、大規模な氷床が発達していたため、気候は寒冷だった。しかしゴンドワナ大陸が北上して南極地域を脱したことから、氷床は融解しはじめ、気温は上昇に転じた。ペルム紀の末期には激しい気温上昇が起こり、地球の平均気温は23℃にも達した。これは、6億年前から現在まででもっとも高い気温である。こうした気候の中で、パンゲアの内陸部には砂漠化が進行していた。

## 末期の大量絶滅
古生代後期のペルム紀末、P-T境界（約2億5100万年前）に世界的な海退があり、地球史上最大の大量絶滅が起こった。
このとき絶滅した種の割合は、海洋生物のうちの96%、全ての生物種の90%から95%に達すると言われる。
この大量絶滅は化石生物の変化から実証されているが、絶滅の原因にはいくつかの仮説がある。大量絶滅については、氷河作用、隕石の衝突、巨大大陸パンゲアの出現、海退、大陸棚の激減などさまざまな説明がなされるが、いずれも決定的な証拠を欠いている。寒冷化や一種の毒素の蔓延などを仮説として説明しようとする立場やこれら諸要因が複合したのではないかとみる立場もある。